# Анапские плавни
Ана́пские пла́вни — заболоченная низина (плавни), занимающая территорию к северу от современного города Анапа. Является местом гнездования многих перелётных водоплавающих птиц. Анапские плавни образовались в результате заиления конусом выноса горных рек существовавшего здесь ранее Анапского залива Чёрного моря.

## История
Анапские плавни появились сравнительно недавно. До конца XVII века, согласно записям путешественников, здесь плескались воды Анапского залива, который был местом оживлённой торговли античного полиса Горгиппии, использовался он и в средневековые времена. На дне плавней обнаружены остатки кораблей. В условиях отсутствия современной очистительной техники, наносная деятельность реки Кубань привела к заилению северной части залива. С юга и востока этот процесс ускорили конусы выноса мелких горных речек Маскага и Куматырь. К началу XIX века этот район стал лиманом.
С ростом города большая часть Анапского залива была осушена, и от него осталась лишь небольшая Анапская бухта. Внутри суши сохранилась заболоченная территория площадью около 1 200—1 300 га (12—13 км²), представляющая сегодняшние опреснённые плавни. Они заросли осокой, камышом, ежеголовником и другими травами, которые являются важным источником кислорода. В мелкой пресной воде плавней летом множится планктон, рачки, черви и моллюски, которыми питаются водоплавающие птицы. Небольшой водоток Анапка осуществляет обмен воды между плавнями и Чёрным морем. В плавнях водится щука, иногда заходит кефаль. В северо-западной части Анапских плавней была сооружена дамба, отделившая от них так называемое Чембурское озеро, наполняемое водами осадков только в зимне-осенний период. По дамбе проходит автодорога.

## События
В ноябре 2019 г. плавни были охвачены пожаром, площадь которого достигала 24 га. В течение двух дней он был потушен.